# Quelli
Quelli sono stati un complesso musicale italiano di genere beat italiano attivo durante gli anni sessanta e preludio del gruppo progressive rock Premiata Forneria Marconi.

## Storia
La fondazione del gruppo risale al 1964 con il nome di Black Devils che divenne presto il gruppo di supporto di Gian Pieretti, assumendo il nome di I Grifoni. La formazione comprendeva Franz Di Cioccio, Franco Mussida, Pino Favaloro e Tony Gesualdi. È il cantautore Gian Pieretti (che in quel periodo incide per la Vedette) a presentare la band alla Dischi Ricordi, che decide di metterla sotto contratto. Il complesso ingaggia quindi un nuovo cantante, Antonio Teocoli, che diverrà poi noto come Teo Teocoli (già con il complesso dei Demoniaci, ma che all'epoca ha appena pubblicato un 45 giri come solista, Mi son svegliato, sempre per la Ricordi) e cambia il nome in "Quelli", iniziando una carriera come complesso beat, incidendo nel 1965 il primo 45 giri, Via con il vento, canzone composta da Franco Mussida, che però non è ancora iscritto alla SIAE, per cui viene firmata da Ricky Gianco e Gian Pieretti.
Il secondo singolo, Una bambolina che fa no no no (cover in italiano di La poupée qui fait non del cantautore francese Michel Polnareff), riscuote un buon successo, mentre Mussida, in partenza per assolvere il servizio militare in marina, viene sostituito da Alberto Radius (proveniente dai Simon & Penny, e che prima ancora aveva suonato nei Big Ben's) per due anni.
All'inizio del 1967 la formazione si amplia con l'ingresso di Flavio Premoli (tastierista di Varese proveniente dai Cuccioli) ed è questa la formazione che incide il terzo disco, Per vivere insieme, versione di Happy Together dei Turtles), anche questo un buon successo, che non viene però ripetuto dai 45 giri successivi, Tornare bambino (cover di Hole in My Shoe dei Traffic) e Mi sentivo strano, per cui Teocoli presenta le dimissioni per dedicarsi alla carriera solista, firmando un contratto con il Clan Celentano, per cui inciderà, sempre nel 1968, due 45 giri, Carolina nu parte cchiù e La vitamine (due anni dopo entrerà nel cast italiano del musical Hair, lavorando insieme a Loredana Bertè).
Nel frattempo una canzone dei Quelli, Dettato al capello, viene inserita nella colonna sonora del film Capriccio all'italiana, in particolare nell'episodio Il mostro della domenica di Steno, in cui Totò interpreta un maniaco a caccia di capelloni per tagliare loro i capelli. Dopo il 45 giri Lacrime e pioggia, cover di Rain and tears degli Aphrodite's Child, Franco Mussida, assolti gli obblighi di leva, rientra a pieno titolo nel suo ruolo decretando l'estromissione del chitarrista Radius (che di lì a poco, insieme con Gabriele Lorenzi, ex organista de I Samurai prima e dei Camaleonti poi, fonderà la Formula 3).
Il 1969 è l'anno dell'unico LP della band, che contiene, tra le varie cover, un rifacimento di Hush di Joe South (scritta nel 1967 per il cantante inglese Billy Joe Royal) – celebre l'interpretazione nel 1968 della band inglese Deep Purple – e Pensieri, traduzione da The thoughts of Emerlist Davjack dei Nice (scelta, questa, che fa presagire i futuri sviluppi progressive del complesso). Nel frattempo Mussida, Di Cioccio, Premoli e Piazza hanno anche iniziato un'attività di session men negli studi Ricordi, partecipando alle incisioni di altri artisti come Lucio Battisti (in quasi tutta la sua produzione a partire dal 1969), Mina, Adriano Celentano e Fabrizio De André (nella realizzazione del suo album La buona novella).
Pino Favaloro, meno dotato tecnicamente, lascia la formazione dopo la pubblicazione del 45 giri Dici: il complesso, rimasto un quartetto, pubblica ancora un singolo agli inizi del 1970, Dietro al sole, dopodiché Di Cioccio, per agevolare la risoluzione di un contratto discografico, viene "prestato" all'Equipe 84, con cui incide due album e alcuni 45 giri nello spazio di due anni. Il batterista mantiene però i contatti con i vecchi compagni, con cui continua l'attività di session man, e con cui si avvicina al progressive: i musicisti pubblicano allora un nuovo 45 giri con il nome di Krel, con scarsi esiti commerciali.
Nel 1971, anche per seguire Lucio Battisti, passano alla Numero Uno: a loro si unisce Mauro Pagani, violinista e flautista proveniente dai Dalton, già nel gruppo delle sessioni de La buona novella. Il nuovo sodalizio artistico prende il nome Premiata Forneria Marconi, e il sound della band si orienta decisamente verso le nuove sonorità inglesi, lasciando più spazio ai virtuosismi e agli arrangiamenti acustici.
La conduzione del complesso era atipica per la musica italiana di fine anni sessanta: i Quelli non avevano un vero e proprio front–man, e la loro scelta musicale era molto lontana dal "ballabile" di moda in quegli anni.
Il 14 novembre 2007 a Milano, in occasione del concerto del trentacinquennale della Premiata Forneria Marconi, Franz Di Cioccio e Franco Mussida hanno eccezionalmente riconvocato sul palco del Rolling Stone il bassista Giorgio Piazza, il chitarrista Pino Favaloro, Alberto Radius e Teo Teocoli, tutti nuovamente sotto lo storico nome "Quelli", ricreando di fatto la band. I brani eseguiti, inframezzati da divertenti aneddoti e citazioni, anche grazie al talento cabarettistico di Teocoli, sono stati Via con il vento, loro primissimo 45 giri, Tornare bambino (con Elena Di Cioccio, figlia di Franz e famosa vee–jay, a recitare il segmento centrale parlato), Per vivere insieme, Hush, La bambolina che fa no no no e il classico di Wilson Pickett In The Midnight Hour. La serata è poi proseguita come previsto con formazione e repertorio PFM.

## Formazione
- Franz Di Cioccio – batteria (1964–1970-2007)
- Franco Mussida – chitarre, voce (1964–1967 e 1969–1970-2007)
- Flavio Premoli – tastiere (1967–1969-2007)
- Alberto Radius – chitarre, voce (1967–1969-2007)
- Teo Teocoli – voce (1966–1967-2007)
- Pino Favaloro – chitarre, voce (1964–1969-2007)
- Tony Gesualdi – basso (1964–1966-2007)
- Giorgio Piazza – basso (1966–1970-2007)

## Discografia
Album in studio
- 1969 – Quelli

Singoli
- 1965 – Via con il vento/Ora piangi
- 1966 – Una bambolina che fa no no no/Non ci sarò
- 1967 – Per vivere insieme/La ragazza ta ta ta
- 1967 – Tornare bambino/Questa città senza te
- 1967 – Per vivere insieme/La ragazza ta ta ta
- 1968 – Mi sentivo strano/Dettato al capello
- 1969 – Lacrime e pioggia/Nuvole gialle
- 1969 – Dici/Marilù
- 1970 – Dietro al sole/Quattro pazzi
- 1970 – Finché le braccia diventino ali/E il mondo cade giù (come Krel)